# François Janus Le Noir Du Roule
François Janus Le Noir Du Roule (Châlus, Haute-Vienne, 1665 - Sennar, 10 de noviembre de 1705) fue un diplomático y explorador francés. 

## Biografía
En 1701, Le Noir Du Roule fue vicecónsul en Trípoli, luego fue nombrado embajador de Luis XIV y también residió en la ciudad egipcia de Damieta como vicecónsul francés.  
Le Noir Du Roule fue enviado por Luis XIV a la capital del imperio etíope, Gondar, para reunirse con el emperador Iyasu I y establecer relaciones diplomáticas con Abisinia. 
Exploraron el territorio sudanés situado entre el Alto Egipto y Nubia, en 1704. La embajada no llegó a su destino, pues cuando entraron en el sultanato de Sennar, al norte del actual territorio de Sudán, en mayo de 1705, quedaron retenidos. Fueron todos asesinados en noviembre de ese año, incluidos Du Roule y el botánico Augustin Lippi. 